# ズールー (駆逐艦・2代)
|          |                                                                                              |
| 艦歴     |                                                                                              |
| 発注     |                                                                                              |
| 起工     | 1936年8月10日                                                                                |
| 進水     | 1937年9月23日                                                                                |
| 就役     | 1938年9月7日                                                                                 |
| 退役     |                                                                                              |
| その後   | 1942年9月14日に戦没                                                                          |
| 除籍     |                                                                                              |
| 性能諸元 |                                                                                              |
| 排水量   | 1,870トン                                                                                    |
| 全長     | 344 ft (105 m)                                                                               |
| 全幅     | 36 ft 6 in (11.13 m)                                                                         |
| 吃水     |                                                                                              |
| 機関     | パーソンズ式減速タービン、2軸推進、44,000 shp (33,000 kW)                                    |
| 最大速   | 26.5 ノット(30.5 mph; 49.1 km/h)                                                             |
| 乗員     | 190名                                                                                        |
| 兵装     | 8 x 4.7 guns in four turrets, 4 x 2pdr, 4 x 21 inch torpedo tubes, 2 x depth charge throwers |

ズールー (HMS Zulu, F18) はイギリス海軍の駆逐艦。トライバル級。

## 艦歴
1936年8月10日起工。1937年9月23日進水。1938年9月7日就役。
1938年11月18日にマルタに着き、第1駆逐艦戦隊に所属する。第二次世界大戦が始まると船団護衛に従事した。
1942年の大半はジブラルタルを拠点とするH部隊に属した。
1942年8月3日夜、ヤッファの西でイギリス空軍のウェリントンがドイツ潜水艦「U372」を発見。「ズールー」と駆逐艦「シーク」がその場へ向かって攻撃を行い、その後駆逐艦「テトコット」、「クルーム」も攻撃に加わった。「U372」は4日13時30分ごろに浮上し自沈した。
9月13日、「ズールー」は「シーク」と共にトブルクに対するコマンド部隊の襲撃作戦（アグリーメント作戦）の支援に就き、9月14日未明、トブルクにコマンド部隊を上陸させ、更に沿岸へ接近して襲撃作戦を援護した。しかし、作戦は港湾警備部隊の予想外の抵抗にあって予定通りには進まず、「シーク」は沿岸監視哨のサーチライト照射に捕捉され、沿岸砲台（8.8cm高射砲および152mm沿岸砲を配置）からの砲撃を受けて被弾、大破し航行不能となった。「ズールー」は煙幕を張って「シーク」をサーチライト照射と沿岸放題からの砲撃より保護し、曳航索による曳航を行って戦闘海域からの離脱を試みたが、「シーク」は沈没、「ズールー」も艦尾に被弾した。「ズールー」は「シーク」の乗組員を救助して離脱したが、9月14日の日昇後、イタリア軍機の爆撃を受け航行不能となり、同日中に沈没した。「ズールー」は救助した「シーク」の乗組員共々多数の死傷者を出したものの、乗員の大半は沈没前に救助に駆けつけた「クルーム」により救助された。